# Foco no Paciente (Noruega)
Foco no Paciente (em norueguês:  Pasientfokus; PF) é um partido político na Noruega. Foi criada como um movimento em defesa da expansáo do hospital de Alta, em Finnmark. Nas eleições parlamentares de 2021, elegeu um dos cinco deputados por Finnmark no Storting.